# Tatyana Mamonova
Tatyana Mamonova (San Petersburgo, Unión Soviética, 10 de diciembre de 1943) es una escritora, poeta, periodista, videógrafa y artista rusa. Fundadora del moderno movimiento de mujeres rusas y líder de fama internacional. Primera disidente exiliada de la Unión Soviética por su labor en defensa de los derechos de las mujeres y sus relaciones con el movimiento feminista internacional.

## Biografía
Tatyana Mamonova nació en la Unión Soviética, y se crio en Leningrado después de la Segunda Guerra Mundial y en 1980 se.
Mamonova fue una de las tres primeras disidentes feministas expulsadas de la Unión Soviética en 1980, junto con Tatyana Gorishewa y Natalia Malajuskaya, por reavivar el movimiento de mujeres rusas. El detonante de su expulsión fue un artículo publicado en la revista María en donde se exhortaba a los hombres soviéticos a que no fueran a publicar en Afganistán. Esta revista fue fundada tras el cierre, por parte de los servicios de seguridad soviéticos, de Woman and Russia, de la que Mamonova era redactora jefe. En el exilio, Mamonova impulsó la creación de la organización de nombre homónimo a la publicación clausurada Woman and Russia, la primera ONG que promovía los derechos humanos de las mujeres de la Unión Soviética y que conectaba las voces y las necesidades de las mujeres de habla rusa con la comunidad internacional. Esta organización editaba y publicaba el "samizdat" Women and Russia Almanac (en la actualidad denominada Woman and Earth Almanac), una revista de arte y literatura que cuenta con la primera colección de escritos feministas soviéticos, publicada en 11 idiomas y en más de 22 países.
En su San Petersburgo natal, fue la primera mujer representante de un movimiento artístico inconformista en la Unión Soviética y periodista literaria y televisiva de Aurora Publishers y Leningrad Television.
Ya en exilio, contribuyó a la antología de 1984 Sisterhood Is Global: The International Women's Movement Anthology, editada por Robin Morgan con la pieza "It's time we began with ourselves".
En 1987 se asoció con el Instituto de la Mujer para Libertad de la Prensa (WIFP), una editorial estadounidense sin fines de lucro, que trabaja para aumentar la comunicación entre las mujeres y conectar al público con medios de comunicación centrados en las mujeres.
Durante su exilio, además de continuar con la edición y publicación de su almanaque Woman and Earth y otras dos publicaciones: Succes d'estime (desde 2001) y Fotoalbum: Around the World (desde 2004), así como dirigir y expandir su organización Woman and Earth Global Eco-Network. En los Estados Unidos Tatyana Mamonova escribió cuatro libros, así como cientos de artículos y diarios de viaje para revistas y periódicos, entre los que se encuentra el The New York Times, conferencias en cientos de universidades y para organizaciones públicas en los Estados Unidos y en todo el mundo, incluyendo la participación en una gira nacional de conferencias con Ms. Magazine y giras por África, Australia, Japón, Estados Unidos, India, Sudamérica, República Dominicana, Escandinavia, Francia, Alemania, Países Bajos, Italia y Grecia con el apoyo de Amnistía Internacional, Alianza Francesa, parlamentos y organizaciones sindicales y no gubernamentales. Ha expuesto en más de 20 países y obtenido premios de arte, empleando parte de estos fondos en beneficio de las actividades de su ONG y de las campañas de derechos humanos en todo el mundo. También es productora ejecutiva de una serie semanal de televisión educativa en Manhattan.
Fue becaria postdoctoral del Bunting Institute de la Universidad de Harvard, miembro de Pen International, representante de Rusia en el Sisterhood Is Global Institute. Ha sido, así mismo, objeto de películas documentales, libros y todas las formas de cobertura de los medios de comunicación de los principales medios, incluyendo CBS Evening News con Morton Dean, The International Herald Tribune, The New York Times y la BBC.
El año 2009 se cumplió el 30.º aniversario de su ONG y samizdat. Las celebraciones se iniciaron en diciembre de 2008 en el Corinthia Nevskij Palace Hotel, en San Petersburgo, donde fue honrada formalmente como la Mujer del Año, y el 7 de marzo de 2009 en la Contemporary Art Network Gallery, en el centro de Manhattan, Nueva York, que también incluyó una exposición de sus pinturas. La campaña de la gira continuó en otros lugares del mundo durante todo el año.

## Premios y honores
- Mujer del Año 1980 por Femme Magazine, París
- Post Doctoral Fellow Officer, Bunting Institute, Harvard University 1984-1985

- Diamond Homer Poetry Award 1998, Poetry Society of Hollywood California
- 100 Heroines Award 1998 by the Women’s Committee of Seneca Falls, NY
- Human Rights Award, African Peace Network, Ghana 1999
- Inclusion in Womenkind Project, Canada 2000
- Inclusion in the Prominent Refugees Directory UNHCR 2001
- Community Media Award by MNN, NYC 2001
- Living Legacy Award 2002 by the Women’s International Centre of San Diego, California
- Inclusion in Prize-winning Portrait of Prominent Refugees by Brazilian Artist at Kenya Exhibition 2005
- Heart of Danko Award 2006 for her artistic and cultural prowess
- Woman of the Year 2008 by the Vishnevskaya Association of St. Petersburg, Russia

## Publicaciones
- Femmes et Russie Almanach, (in French) Volumes 1-3, edited by Tatiana Mamonova. Paris: Edition Des Femmes, 1980-1981.
- Zhentschina i Rossia Almanach, (in Russian) Volume 3, edited by Mamonova. Paris: Edition Des Femmes, 1980.
- Voix de Femmes en Russia Almanach, (in French) Volume 4, edited by Mamonova. Paris: Denoel-Gontier, 1982.
- Woman and Russia Almanach, Volume 1, edited by Mamonova. London: Sheba Press, 1980.
- Kvinnen og Russland Almanach, Volume 1, edited by Mamonova. Oslo: Pax Forlag, 1980.
- Kvinnan Ryssland Almanac, Volumes 1 & 2, edited by Mamonova. Stockholm: Awe Gebers, 1980.
- Kvindren og Rusland Almanach, Volumes 1 & 2, edited by Mamonova. Copenhagen: Informations Forlag, 1980.
- Die Frau und Russland Almanach, Volumes 1 & 2, edited by Mamonova. Munich: Frauenoffensive, 1980.
- Die Frau und Russland Almanach, (in German) Volume 3, edited by Mamonova. Basel, Switzerland: Mond, 1982.
- Das Radieschen (children's book), by Mamonova. Vienna: Blagina Verlag, 1981.
- Vrouwen in Sovjet-Rusland Anthology from Volumes 1-3, edited by Mamonova. Ámsterdam: Anthos, 1981.
- Woman and Russia Anthology from Volumes 1-3, (in Japanese), edited by Mamonova. Tokyo: Shin-Ichi Masagaki & Miiko Kataoka, 1982.
- Feminism in Russia Almanach, (in Greek), edited by Mamonova. Athens: Images, 1982.
- Woman and Russia Almanac (1979-1991), now called Woman and Earth Almanac (1991–present), edited by Mamonova, New York: Woman and Earth Press.
- Women and Russia, Feminist Writings from the Soviet Union, edited by Mamonova, Boston: Beacon Press, 1984.
- Russian Women's Studies: Essays on Sexism in Soviet Culture, by Mamonova New York: Pergamon Press and Teacher’s College Press, 1989, 1990, 1991.
- Women's Glasnost vs Naglost: Stopping Russian Backlash, by Mamonova, with Chandra Niles Folsom. Westport, CT: Greenwood Press 1993.
- Succes d’estime, by Tatyana Mamonova. New York: Woman and Earth Press, 2001–present.
- Fotoalbum: Around the World, by Mamonova. New York: Woman and Earth Press, 2004–present.

## Exposiciones
- USSR Leningrad	Kustarny per. Fall 1971
- USSR Leningrad Gaza Cultural Center Win. 1974
- USSR Moscow Touring Show with O.Rabin, N.Tsherbakova Spr.1975
- USSR Leningrad Nevsky Cultural Center Fall 1975
- USSR Leningrad Vadim Nechaev Show, Rec'd Prize in Rome*1 1975
- USSR Estonia Kohtla-Jarve Cultural Center Sum.1977
- USSR	Leningrad	Ul. Pravda d.22 1978
- FRANCE	Paris		Bd. Voltaire 76 Dec.	1980
- USA New York City Feminist Art Institute Win. 980
- USA Amherst, MA Herten Gallery Fall	1980
- FRANCE Elbeuf Gallery La Vie Des Choses Dec.1981
- USA New York City First Women's Bank Spr.1981
- ITALY Milan Gallery Quotidiano Donna Spr.1981
- ENGLAND London Gallery-Shop Sisterwrite Sum.1981
- NETHERLANDS Ámsterdam Gallery-Cafe Francoise Fall 981
- W. GERMANY Stuttgart Gallery Sarahcafe Fall 1981
- DENMARK Copenhagen Touring Show of Scandinavia Fall 1981
- NORWAY Oslo Touring Show of Scandinavia Fall 1981
- SWEDEN Stockholm Touring Show of Scandinavia Fall 1981
- FINLAND Helsinki Touring Show of Scandinavia Fall 1981
- FRANCE	Strasbourg Cafe La Lune Noire Spr. 1982
- SWITZERLAND Basel Frauenzimmer Gallery Spr.1982
- CANADA Ottawa Den Art Gallery Spr. 1982
- FRANCE Paris Center Audiovisuel Simone de Beauvoir Sum. 1982
- USA Los Angeles Shimko's Signatures Gallery Fall 1982
- INDIA Bangalore Ecole des Arts Jan. 1983
- INDIA Bombay Touring Show Jan.1983
- INDIA Delhi Touring Show Jan.1983
- JAPAN Tokyo Ginza Gallery Feb.1983
- AFRICA	Ivory Coast	Abidjan Centre Culturel Francais Fall	1983
- W.GERMANY W. Berlin Frauen Cafe Winterfelt Gallery Kassandra Jan. 1984
- AUSTRIA Vienna Kristina Hartman Gallery Spr. 1984
- USA Allston, MA L'Odeon Cafe Jan.1985
- CANADA TorontoThe Fallout Shelter Gallery Sum.1985
- USA Cambridge, MA	Rising Phoenix Gallery Sum. 1985
- USA	Washington, DC	Peace Show Artists for Survival	 Fall	1985
- USA	Ann Arbor, MI	Art Fair Private Gallery	 Sum.	1986
- USA	Hartford, CT	M.S. Gallery			 Fall	1986
- USA	Hartford, CT	Women's Research Institute Dec.	1986
- USA	Farmington, CT	Art Guild Spirale Gallery	 Jan.	1987
- USA	Ellington, CT	Artery Gallery			 Spr.	1987
- USA	Middletown, CT	Wesleyan Women's Studies Dept.	 Spr.	1987
- USA	New Britain, CT	Ministry of Central CT State Univ. Sum.	1988
- USA	Norwalk, CT	SONO Art Fair, Rec'd Top Prize*2 Sum.	1988
- USA	New York City	SOHO-20 Gallery			 Fall	1988
- USA	New York City	Petrouchka Show			 Spr.	1989
- USA	New York City	La Signoria			 Sum.	1989
- USA	New York City	City University of New York	 Spr.	1990
- USA	Fairfield, CT	S.H.U.				 Spr.	1991
- USA	Westport, CT	O...Gallery			 Fall	1991
- USA	Pocatello, ID	Idaho State University		 Spr.	1992
- USA	Hartford, CT	Agnetas				 Sum.	1992
- USA	Southampton, NY	Long Island Savings Bank	 Sum.	1992
- USA	W. Cornwall, CT	Harris Gallery			 Fall	1992
- USA	Southbury, CT	Beaux 	Arts Gallery		 Spr.	1993
- USA	Hartford, CT	Changing Taste		 	 Spr.	1993
- USA	Unionville, CT	The River Gallery	         Fall	1993
- USA	New York City	Earth Day Show			 Spr.	1994
- USA	Hartford, CT	Pump House Gallery		 Sum.	1995
- USA	New York City	Eco-fest			 Spr.	1996
- AUSTRALIA Sydney	ABC Studios			 Spr.	1997
- AUSTRALIA Mullumbimby	Women’s Festival, Civic Centre	 Spr.	1997
- RUSSIA	St. Petersburg	Pribaltiyskaya Hotel		 Win. 	1997
- FINLAND Helsinki	Caisa International Cultural Centre Sum.1998
- FRANCE	Paris		Galerie des Muses - Hotel Scribe Jan.	1999
- FRANCE	Paris		Galerie Art Tisane		 Feb.	1999
- GHANA	Acra		Novotel Accra City Centre	1999 -	2000
- FRANCE	Paris		Bibliothèque Marguerite Durand	Dec.	2001
- USA	Sleepy Hollow, NY Paradise Coast Restaurant	Dec.	2002
- USA	New York City	Freedom Hall			Dec.	2002
- USA	New York City	Freedom Hall			March	2003
- RUSSIA	St. Petersburg	Hotel Angleterre		April	2003
- RUSSIA	St. Petersburg	Corinthia Nevskij Palace Hotel	Dec.	2003
- USA	New York City	Julia Burgos Cultural Center	Jan.	2004
- DOMINICAN REPUBLIC Puerto Plata Casa de Cultura	Dec. 	2004
- DOMINICAN REPUBLIC Puerto Plata Casa de Cultura	Jan.	2005
- RUSSIA	St. Petersburg	House of Journalists		March	2005
- RUSSIA	St. Petersburg	Corinthia Nevskij Palace Hotel	July 	2005
- RUSSIA	St. Petersburg	Corinthia Nevskij Palace Hotel	Dec.	2005
- RUSSIA	St. Petersburg	House of Journalists		March	2006
- RUSSIA	St. Petersburg	Corinthia Nevskij Palace Hotel	May 	2006
- USA	New York City	NYC Bloomingdale Library	August	2006
- RUSSIA	St. Petersburg	Novotel St. Petersburg City Centre Sept.2006
- USA	New York City	NYC Broadway Library		Dec. 06-Jan. 07
- RUSSIA	St. Petersburg	Corinthia Nevskij Palace Hotel	March 	2007
- RUSSIA	St. Petersburg	Novotel St. Petersburg Centre	July 	2007
- RUSSIA	St. Petersburg	Nashotel			March	2008
- RUSSIA	St. Petersburg	Corinthia Nevskij Palace Hotel	Dec.	2008
- USA	New York City	Contemporary Art Network Gallery March	2009
- 1—A Watercolor "Artstudio" 28x25 won its

Participacoión en la International Biennale Rome Italy '75 and was sold there by Vadim Nechaev.
- 2-	Primer premio en la Feria Internacional de Sono.